# Offin (Pas-de-Calais)
Offin ist eine französische Gemeinde mit 203 Einwohnern (Stand: 1. Januar 2022) im Département Pas-de-Calais in der Region Hauts-de-France. Sie gehört zum Arrondissement Montreuil und ist Mitglied im Gemeindeverband Communauté de communes des 7 Vallées. Die Einwohner werden Offinois und Offinoises genannt.
Offin liegt am Flüsschen Créquoise. Nachbargemeinden sind Hesmond im Norden, Lebiez im Nordosten, Cavron-Saint-Martin im Südosten, Contes im Süden und Loison-sur-Créquoise im Westen.

## Bevölkerungsentwicklung
| Jahr      | 1962 | 1968 | 1975 | 1982 | 1990 | 1999 | 2008 | 2014 |
| --------- | ---- | ---- | ---- | ---- | ---- | ---- | ---- | ---- |
| Einwohner | 227  | 229  | 180  | 191  | 187  | 187  | 199  | 210  |